# Logania massana
Logania massana är en fjärilsart som beskrevs av Hans Fruhstorfer 1915. Logania massana ingår i släktet Logania och familjen juvelvingar. Inga underarter finns listade i Catalogue of Life.